# Mucoïde cel
Mucoïde cellen  vormen samen een doorlopend membraan dat de gehele maagwand bekleedt en beschermt. Morfologisch gezien lijken ze op slijmbekercellen, alleen de samenstelling van het slijm is anders.
In tegenstelling tot slijmbekercellen scheiden mucoïde cellen ook natriumwaterstofcarbonaat uit, wat helpt de chemische stress op het epitheel te verminderen door de pH te verlagen en ook om het slijm over de wand te verspreiden.